# Sứ tiết Iwakura
Sứ đoàn Iwakura (岩倉使節団 (Nham Thương sứ tiết đoàn) Iwakura shisetsudan) là một phái đoàn  ngoại giao của Nhật Bản vòng quanh thế giới, bắt đầu từ năm 1871, bởi các đầu sỏ chính trị của thời kỳ Minh Trị. Mặc dù nó chỉ là một "phái đoàn", nó là điều quan trọng và nổi tiếng nhất cho công cuộc hiện đại hóa Nhật Bản sau một thời gian dài cô lập với phương Tây. Nó lần đầu được kỹ sư và nhà truyền giáo giàu ảnh hưởng người Hà Lan Guido Verbeck đề xuất và có lẽ là dựa trên Đại Phái bộ Sứ thần của Pyotr I.

Các thành viên Sứ đoàn Iwakura, trưởng đoàn là Iwakura Tomomi (giữa).

Phái đoàn Iwakura là sự nối tiếp vài phái đoàn như thế trước đây được Mạc phủ cử đi, ví dụ như Đại sứ Nhật Bản đến Hoa Kỳ (1860), Đại sứ Nhật Bản thứ nhất đến châu Âu (1862), và Đại sứ Nhật Bản thứ hai đến châu Âu (1863).

## Thành phần
Phái đoàn được đặt theo tên Iwakura Tomomi và cũng do ông dẫn đầu trong vai trò đại sứ đặc biệt và toàn quyền, với sự trợ giúp của 4 phó sứ, 3 người trong số đó là Okubo Toshimichi, Kido Takayoshi, và Ito Hirobumi cũng là những Bộ trưởng trong triều đình Nhật Bản. Sử gia Kume Kunitake là người ghi chép nhật ký chính thức, giữ lại sổ hải trình chi tiết về mọi sự kiện và ấn tượng. Ngoài ra còn có một số các nhà quản lý và học giả, tổng cộng là 48 người.
Thêm vào các nhân viên phái đoàn, còn có 60 sinh viên được mang đi cùng. Một vài trong số họ được để lại để hoàn thành khóa học tại nước ngoài, bao gồm 5 phụ nữ trẻ ở lại Hoa Kỳ để học, có cả đứa trẻ mới 7 tuổi Tsuda Umeko người sau này, vào năm 1900 sau khi trở về Nhật Bản, sáng lập trường Đại học Tsuda.
Kaneko Kentaro cũng được để lại Hoa Kỳ làm sinh viên và sau này gặp gỡ Theodore Roosevelt trong trường đại học. Họ trở thành bạn vè và mối quan hệ của họ sau này dẫn đến vai trò trung gian của Roosevelt kết thúc Chiến tranh Nga-Nhật và Hiệp ước Portsmouth.
Makino Nobuaki, một sinh viên trong phái đoàn ghi lại nhật ký của mình: Cùng với việc phế phiên, lập huyện, việc gửi phái đoàn Iwakura đến Hoa Kỳ và châu Âu phải được coi là những sự kiện quan trọng nhất đặt nền tảng cho nhà nước ta sau cuộc Duy Tân.
Nakae Chomin, nhân viên của phái đoàn và Bộ Tư pháp, ở lại Pháp để học hệ thống luật pháp Pháp với một người cộng hòa cấp tiến Emile Acollas. Sau này ông trở thành nhà báo, nhà tư tưởng và dịch giả và đã giới thiệu các nhà tư tưởng Pháp như Jean-Jacques Rousseau đến Nhật Bản.

## Kế hoạch hành trình

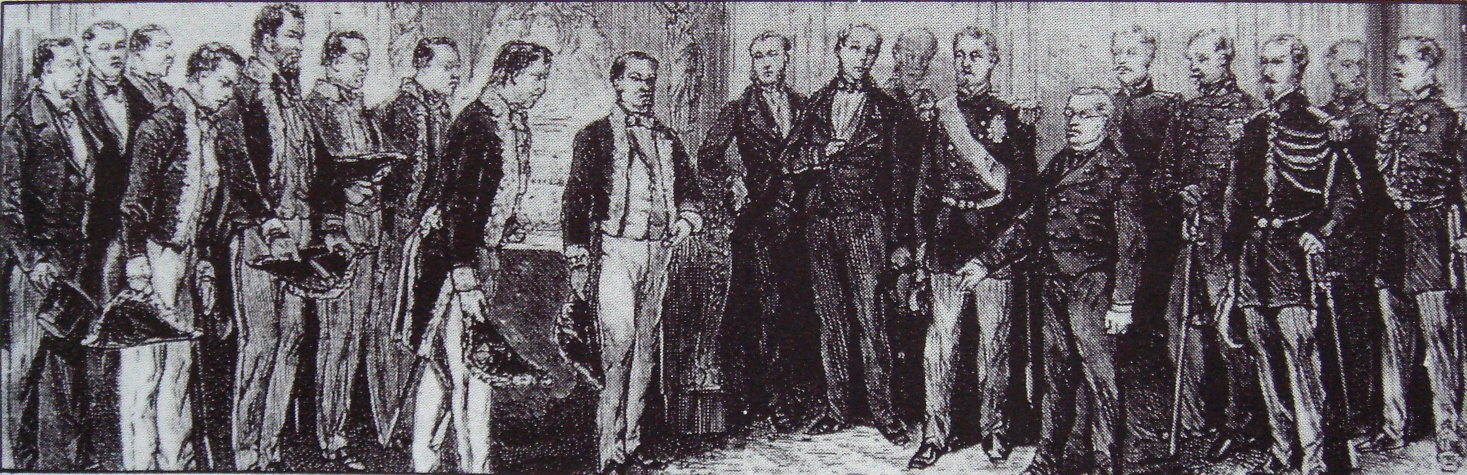
Phái đoàn Iwakura gặp Tổng thống Pháp Thiers năm 1873.

Ngày 23 tháng 12 năm 1871 phái đoàn khởi hành từ Yokohama, hướng tới San Francisco. Từ đây họ tiếp tục đến Washington, D.C., rồi đến Anh, Pháp, Bỉ, Hà Lan, Nga, Phổ, Đức, Đan Mạch, Thụy Điển, Áo, Ý, và Thụy Sĩ. Trên đường trở về, họ cũng ghé qua Ai Cập, Aden, Ceylon, Singapore, Sài Gòn, Hồng Kông, và Thượng Hải, mặc dù ngắn hơn. Phái đoàn trở về quê nhà vào ngày 13 tháng 9 năm 1873, gần 2 năm từ khi ra đi.

### Anh
Phái đoàn Iwakura Mission đến Luân Đôn vào tháng 8 năm 1872 và chia thành các nhóm nhỏ đi thăm Liverpool, Manchester, Glasgow, Edinburgh và Newcastle upon Tyne.
Ở Newcastle upon Tyne họ đến vào ngày 21 tháng 10 và ở tại Khách sạn Royal Station, nơi họ gặp nhà công nghiệp Sir William Armstrong. Đã 10 năm rồi kể từ khi phái đoàn của Mạc phủ đến thị trấn này.
"Các quý ông mặc thường phục buổi sáng và trừ nước da và vẻ Á Đông trên nét mặt của mình, khó có thể phân biệt họ với các những người bạn Anh." (Newcastle Daily Chronicle, ngày 23 tháng 10 năm 1872)
Họ đến thăm Elswick Engine và Ordnance Works với Đại úy Andrew Noble và George Rendell, xem xét kỹ các máy hơi nước và các bộ phận khoan tiện và thăm việc xây dựng Armstrong và súng máy. Họ cũng đến thăm mỏ than Gosforth, tự mình vào thăm mỏ. Tiếp đó, đoàn đến Bolkcow và Vaughan Iron Works ở Middlesbrough và mỏ sắt ở Cleveland. Phòng Thương mại Newcastle và Gateshead dẫn đoàn đi tàu trên sông Tyne, lên càu New Tyne, Công ty Đồng và Sulphur Tharsis Hebburn và Jarrow Chemical Works.

## Mục đích và kết quả
Mục đích của chuyến đi gồm 2 phần: 
1. Tái đàm phán các hiệp ước bất bình đẳng với Hoa Kỳ, Anh và các nước châu Âu khác mà Nhật Bản đã buộc phải ký những thập kỷ trước.
2. Thu thập thông tin về giáo dục, công nghệ, văn hóa, quân sự, xã hội và kinh tế của các nước đến thăm để áp dụng vào quá trình hiện đại hóa ở Nhật Bản.

Trong 2 mục đích này, điều thứ nhất đều thất bại, kéo dài chuyến đi gần 1 năm, nhưng các thành viên phái đoàn rất ấn tượng những thành tựu của phương Tây và ý thức rõ ràng hơn về tầm quan trọng của mục đích thứ hai. Những nỗ lực để đàm phán những hiệp ước mới dưới các điều kiện tốt hơn với các chính quyền nước ngoài khiến họ làm quá sự ủy nhiệm của triều đình Nhật Bản, gây ra sự xích mích giữa phái đoàn với triều đình. Những thất bại và việc họ kéo dài thời gian lưu lại về điểm mày trở nên vô dụng, khiến Okubo và Kido lâm vào tình thế chính trị khó khăn. Mặt khác, các thành viên cũng ấn tượng với quá trình hiện đại hóa ở Hoa Kỳ và châu Âu, khiến họ chủ động đưa ra sáng kiến hiện đại hóa sau này.

## Linkl liên quan
- Minh họa từ Jikki (tiếng Nhật) Lưu trữ ngày 26 tháng 5 năm 2016 tại Wayback Machine
- Về Tsuda Umeko Lưu trữ ngày 5 tháng 12 năm 2004 tại Wayback Machine
- Ảnh phái đoàn và – "Nhật Bản khám phá châu Âu" (tiếng Đức) Lưu trữ ngày 1 tháng 11 năm 2004 tại Wayback Machine